# アンドリュー・マーチン
アンドリュー・ジェームス・ロバート・パトリック・マーチン（Andrew James Robert Patrick Martin、1975年3月17日 - 2009年3月13日）は、カナダのプロレスラー。オンタリオ州トロント出身。テスト（Test）のリングネームでの活動で知られる。
最終所属はTNA。

## 来歴
1997年にプロレスデビュー。デビュー後まもなくWWF（現WWE）と契約した。WWFへの初登場は、モトリー・クルーがWWFでバンド演奏を行った際のボディーガード役である。1998年、ビンス・マクマホンのボディーガード役で、テストのリングネームでレスラーとしてWWF再登場を果たす。
ビンス率いるコーポレーションの一員として活動した後、1999年にはビンスの実の娘のステファニー・マクマホンの恋人役として活動する。RAWの番組にて、ステファニーとアングル上の結婚を予定していたがトリプルHにステファニーを奪われるストーリーを演じた。
2001年にはアルバート、トリッシュ・ストラタスとタッグチームT&Aを結成して活動。2001年後半にはWCW/ECWとWWFの団体対抗戦ストーリーが始まり、WWF以外に所属した過去がない選手であれば殆どベビーフェイスで固まる中、WCW&ECW連合軍であるアライアンスに加入した（テスト自身には独立時代の両団体に所属した経歴はない）。
2002年には、クリスチャン、ランス・ストーム率いる嫌米軍に加入しヒールとして活動した。同年10月からは、当時実生活においても恋人関係にあったステイシー・キーブラーが番組上でも恋人兼マネージャーとなり、共に行動するようになった。ステイシーとは2003年のロイヤルランブルまで共に行動したが、その後もステイシーとのストーリーが組まれた。その後、嫌米軍に所属していた過去がありながら、嫌米でフランス至上主義タッグのラ・レジスタンスとの抗争が始まり、同じくレジスタンスと敵対していたスコット・スタイナーと利害一致する。テスト自身は乗り気ではなかったが、戦力強化を望んだステイシーの希望によりスタイナーとのタッグチームを結成した。だがこの頃からテストは恋人であるステイシーがいるのに別の女性（トリー・ウィルソン）に求愛し始める、いわば女たらしギミックへの路線変更となる。愛情を失ったのかステイシーを盾にしたり都合の良い道具として扱いだし、そこにスタイナーが介入した事でスタイナーとテストに遺恨が生まれ、ステイシーを巡って争う古典的ストーリーが展開された。
2004年に入り、リングでの活動で酷使してきた首の怪我が悪化しWWEを休場。しかし休場中である同年11月1日、治療費などの経費等を渋ったWWEに解雇された。尚、怪我が回復しだい再契約してもいいとエージェントのジョン・ロウリネイティスを通じて申し込まれたが、テストは「結構だ」と断ったとされている。2005年5月にリング復帰。以降はインディ団体を中心に試合を行っていた。
2006年3月22日、WWEより契約が発表された。その後はWWE版ECWに所属し、王座前線の一員として活躍する。パワーファイトでは説得力十分のレスラーではあったが、元々レスリングの展開力が団体内でもあまり高くなかった為、レスリング技術やハードコア(両方あくまでWWEレベル)重視のECWに在籍する事自体、適所とは言えなかった。
2007年2月、ステロイド使用が発覚したためWWEを解雇。同年8月2日のTNAに登場、"ザ・パニッシャー" アンドリュー・マーチンとして、スティング、アビスのフェイス軍に合流する。
同年12月19日、プロレスからの引退を発表。2008年3月のアイルランド遠征で最後の試合を行う予定であった。
2009年2月、引退を撤回しビッグバン・ベイダーがプロデュースする興行に参戦。
同年3月13日、フロリダ州タンパにある自宅で死亡しているのが発見された。死因はオキシコドンのオーバードーズによるものであり、晩年には慢性外傷性脳症（CTE）に苦しんでいたことが明らかにされた。

## 得意技
- テスト・グレイド（TKO）

ECW所属以降にフィニッシュ･ムーブとして使用。
- ビッグブート

カウンターとしてではなく、自ら相手に向かって走り繰り出す。
- テスト・ドライブ

ECW時代以降は殆ど見られなくなった。
- パンプハンドルスラム

ビッグブートと並列して使用されたフィニッシュ･ムーブ。
- ダイビング・エルボー
- フルネルソン・バスター

主に試合中盤に見られた技。

## 獲得タイトル
WWW (Wild West Wrestling)
- WWWヘビー級王座 : 1回

WWE
- IC王座 : 1回
- 欧州王座 : 1回
- ハードコア王座 : 2回
- 世界タッグ王座 : 1回（w / ブッカー・T）
- WCWタッグ王座 : 1回（w / ブッカー・T ）

## 入場曲
- This Is A Test(同曲名で微調整やアレンジされたものが数種類存在する)
- We Salute